# Потвин (Канзас)
Потвин (енгл. Potwin) град је у америчкој савезној држави Канзас.

## Демографија
По попису из 2010. године број становника је 449, што је 8 (-1,8%) становника мање него 2000. године.
| Група             | 2000.       | 2010.       |
| Белци             | 435 (95,2%) | 400 (89,1%) |
| Афроамериканци    | 0 (0,0%)    | 1 (0,2%)    |
| Азијати           | 1 (0,2%)    | 3 (0,7%)    |
| Хиспаноамериканци | 4 (0,9%)    | 25 (5,6%)   |
| Укупно            | 457         | 449         |